# (1209) Pumma
(1209) Pumma es el asteroide número 1209 situado en el cinturón principal. Fue descubierto por el astrónomo Karl Wilhelm Reinmuth  desde el observatorio de Heidelberg, el 22 de abril de 1927. Su designación alternativa es 1927 HA. Está nombrado en honor de una sobrina del astrónomo alemán Albrecht Kahrstedt.